# Tetramerium surcubambense
Tetramerium surcubambense är en akantusväxtart som beskrevs av T.F. Daniel. Tetramerium surcubambense ingår i släktet Tetramerium och familjen akantusväxter. Inga underarter finns listade i Catalogue of Life.